# The Unseen Witness (film 1914)
The Unseen Witness è un cortometraggio muto del 1914 diretto da Frank Wilson.

## Trama
La fidanzata del figlio ruba un prezioso collier, ma del furto viene accusato un innocente.

## Produzione
Il film fu prodotto dalla Hepworth.

## Distribuzione
Distribuito dalla Hepworth, il film - un cortometraggio in due bobine - uscì nelle sale cinematografiche britanniche nell'ottobre 1914.
Fu distrutto nel 1924 dallo stesso produttore, Cecil M. Hepworth. Fallito, in gravissime difficoltà finanziarie, Hepworth pensò in questo modo di poter almeno recuperare il nitrato d'argento della pellicola.